# 消毒用アルコール

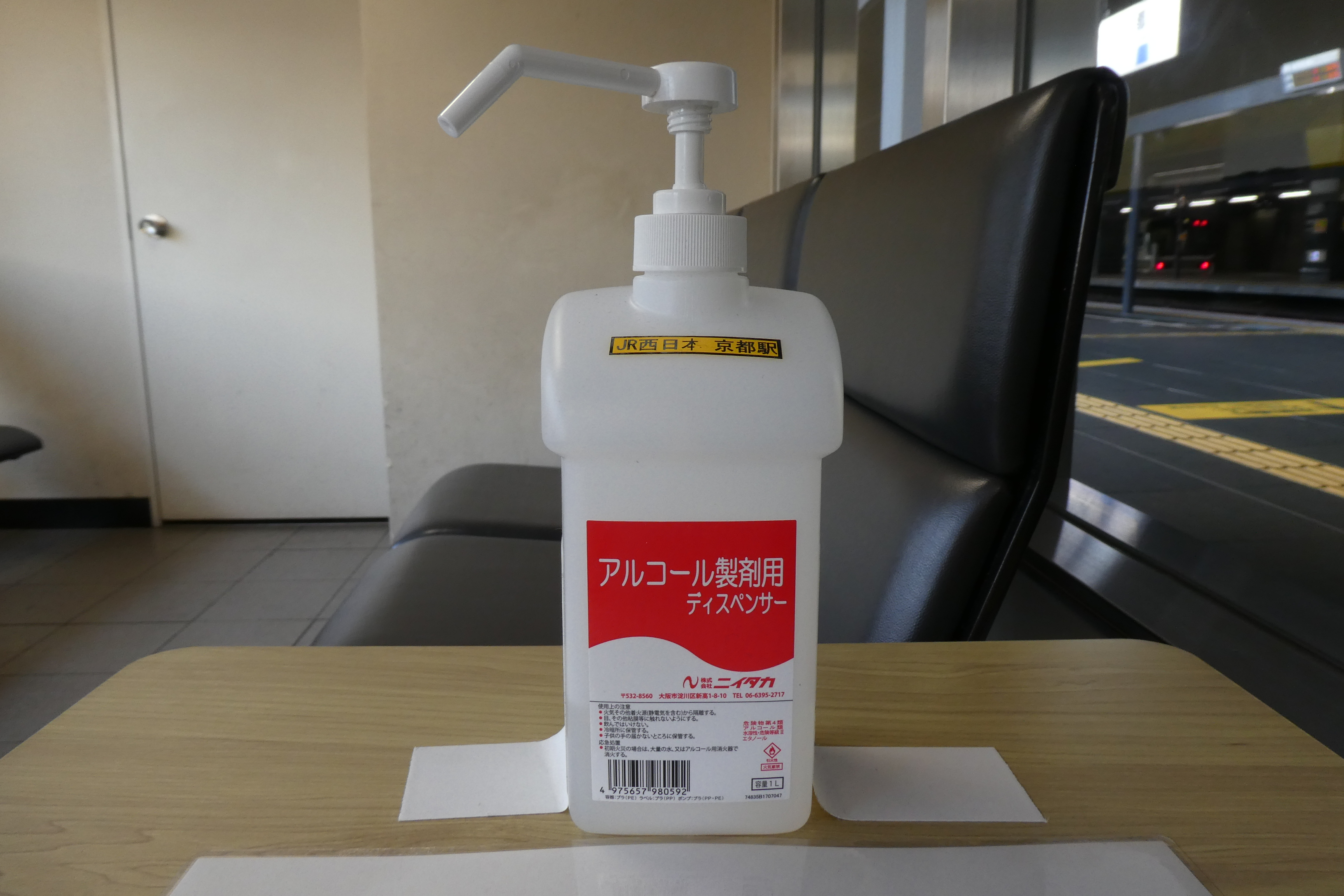
消毒用アルコール。

消毒用アルコール（しょうどくようアルコール、英語: alcohol for disinfection）とは、医療分野で消毒に用いられる製剤のアルコール外用薬で、一般用医薬品の区分では、第3類医薬品である。
日本薬局方では、消毒用エタノール（しょうどくようエタノール、英: ethanol for disinfection）が規定されている。それ以外の製品としては消毒用イソプロピルアルコール（しょうどくようイソプロピルアルコール、英: Isopropyl alcohol for disinfection）製品が市販されている。
アメリカ英語でRubbing alcohol USP、イギリス英語でSurgical spirit B.P.と呼ばれる。

## 機序
炭素数の少ないアルコール（低級アルコール）は容易に生体膜を透過する一方、中程度の濃度以上では両親媒性を持つために、細胞膜など脂質膜やタンパク質を変性させる生理作用を有する。そのような物理化学的作用を持つアルコールのうち、エタノールや2-プロパノール（イソプロピルアルコール）など、ヒトへの毒性が相対的に低いものが消毒用に利用される。
中程度の濃度以上のエタノールや2-プロパノールでは、具体的には、原核生物である細菌などに作用すると、タンパク質の変性や溶菌などの殺菌作用をあらわす。また、ヒトなどの局所作用として収斂作用が現れる。つまり、ある程度水が存在する状況では、アルコールが膜を変性すると共に、透過したアルコールなどが菌の内圧を高め溶菌などの作用をあらわす一方、高濃度ではタンパク質の構造水などの脱水作用が生じるため、変性作用が強く現れる。
アルコール度数が高い物は、脱水作用により細胞膜など外膜に対して浸透圧による外圧が加わり、溶菌作用を減弱させるように作用する。
70wt%（76.9vol%に相当）のエタノールが最も殺菌作用が高い。そのため、日本薬局方の製品は76.9〜81.4vol%であるが、60〜95vol%の範囲でも殺菌能力に差はほぼ無いとされる。脂肪で構成されるエンベロープをもつウイルスに対しては、濃度が高いほど効果が高い。

## 危険性
- 可燃性蒸気による引火の恐れがあるため、消毒用アルコールの付近では火気の取り扱いを控えるべきである[4]。
- 可燃性蒸気は空気よりも比重が大きいため、詰め替えの際には換気などを行い低所への滞留に注意することが望ましい。

### 死亡事故
2023年5月24日、福岡県柳川市のハリウッドワールド美容専門学校で、バーベキューの火起こしを早くするために消毒用アルコールが使われ、ボンっという音を立て青い炎が燃え上がり、近くにいた18歳〜20歳の男子生徒4人の衣服に炎が燃え移った。このうち18歳の男子生徒は入院し、6月6日になり容体が急変し死亡した。死因は、やけどによる敗血症性ショック。なお、事故前日に火起こしを早くするために消毒用アルコールを使うことを理事長が発案していた。
アルコールは蒸発しやすく、見えない可燃性蒸気が発生し、急激かつ爆発的に燃え上がり、周囲にも引火しやすく、バーベキューの際に消毒用アルコールを使うのは非常に危険でありえない使い方とされる。

## 製品
分子量がさほど変わらないエタノールと2-プロパノールとでは、消毒薬としての効力はさほど変わらず、いずれも容易に肝臓で代謝されるため、外用消毒薬としては両者の違いはほとんどない。幾分エタノールの方が急性毒性が低い。
日本では、消毒用アルコールの原料となる純粋なエタノールはアルコール事業法上の「特定アルコール」または酒税法上の「酒類」として扱われるため、原料の段階で酒税と同率の加算額または酒税が課される。したがって消毒用エタノール製品では、加算額が課されない「一般アルコール」となるように、2-プロパノールやユーカリ油が微量添加されたエタノールを利用したものや、2-プロパノールや塩化ベンザルコニウムとの合剤にしたものも存在する。
このような変性アルコール製品は、純粋な消毒用エタノール製品と比較した時、アレルギー感作や脱脂作用のリスクを考慮した場合、粘膜への接触や食器などへの消毒には不適当なものも存在する。なお、加算額が課せられている純粋なエタノール製品もある。
アルコール濃度が高い場合は、ゴムや樹脂を膨潤させ劣化させる性質を持つ。
日本では薬機法により「消毒用」のアルコールは『工業用アルコール』に分類され、経済産業省の製造許可が必要であるが、同じ濃度でも国税庁の酒類製造免許を持つ酒造会社が『酒類』として販売する場合には、経産省の許可は不要である。

## 成分
日本薬局方では、消毒用エタノールは以下のように規格が定められている。
- エタノール 76.9〜81.4vol%[1]

## 類似品
消毒用アルコールに、2-プロパノール（イソプロピルアルコール、IPA）を添加したものは「消毒用エタノールIP」と称される。製造販売元の健栄製薬は、酒税がかからないため消毒用エタノールよりも低価格で提供できる製品と説明する。詳しくは、2-プロパノール#酒税回避を参照。
工業用IPAを生産する三協化学株式会社によると、薬局等で販売されている医薬品の「消毒用IPA」と、主に洗浄・希釈に用いられる「工業用IPA」とは、法的規制や課される品質検査が異なり、「健康のために消毒しようと思っても、逆にその身が危険に晒されるおそれがある」として、注意を呼びかけている。

### 食品添加物としてのアルコール製剤
食用利用可能なエタノールに有機酸などを加え、食品添加物として販売される「アルコール製剤」も存在する。食品添加物であるため、食品に直接噴霧することも法的・安全面での問題がなく、食品製造・加工などの場で用いられる。
また、有機酸などで直接の飲用を不可としているため酒税法上の酒類には該当せず、また食品添加物であるため消費税の軽減税率が適用されるなど、税制面でもメリットがある。

## 新型コロナウイルス感染拡大時の対応
2020年1月、新型コロナウイルス感染症が拡大すると、日本全国の薬局、ドラッグストアの棚から、消毒用アルコールの欠品が続いた。これを受けて厚生労働省は、2020年（令和2年）3月23日付で「高濃度エタノール製品に関する通達」を出した。その内容は以下の通り。
- 医療機関等において、やむを得ない場合に限り、高濃度エタノール製品を手指消毒用エタノールの代替品として用いることは差し支えない
- 医療機関等において高濃度エタノール製品を手指消毒に用いる際は、使用者の責任において、「エタノール濃度が原則70 - 83vol%の範囲内（その後「60%台」に改定[17]）であること」「含有成分に、メタノールが含まれないものであること」を確認する
- 代替として用いられる高濃度エタノール製品は、医薬品医療機器等法に規定する医薬品または医薬部外品に該当せず、その製造、販売等について同法による規制を受けない

この通達は、数次に渡り改定された。
上記の厚生労働省による特例措置により、医薬品製造業者以外の消毒用エタノールの製造・販売の道が拓かれたが、そのままでは飲用酒類と同じ製造上の規制や酒税が課されることとなるため、国税庁は特例として各種規制の緩和を行った。
国税庁の規制緩和により『飲用不可』と明示した場合、酒税法上の酒とはみなされないため酒税が課されず、小売の際に酒類販売業免許も不要となることが決定したため、全国各地の酒造会社で消毒用エタノールの製造・販売が始まった。

## 歴史
17世紀頃からドイツでは消毒用アルコールは、Franzbranntwein（フランスのブランデー）と呼ばれる。
チェコなどでは、Francovka（フランスの意）と呼ばれ、消毒や血行を良くするマッサージ等に使われる。19世紀初頭にナポレオン軍がオーストリアのウィーンを占領した後に、コニャックの樽を置いて行った。ウィーン人は甘いワインが好みで、アルコールが強い酒は好みでなかった。そこで肌に塗ると、さわやかな感触と血行が良くなったことから匂いを付けて薬用として販売するようになった。
北アメリカでは、1920年代半ばに Rubbing alcohol （擦り用途アルコール）として、マッサージ目的で販売されるようになった。そのため、現在のような消毒が主な役割とはされていなかった。アメリカ合衆国における禁酒法の時代でも、用途が違うことから販売されていたが、飲用として購入する人もいた。